# Lądowisko Nowy Tomyśl
Lądowisko Nowy Tomyśl – lądowisko sanitarne w Nowym Tomyślu, w województwie wielkopolskim, położone przy ul. Poznańskiej 30. Przeznaczone jest do wykonywania startów i lądowań śmigłowców sanitarnych i ratowniczych w dzień i w nocy o dopuszczalnej masie startowej do 5700 kg.
Oficjalne otwarcie odbyło się 28 października 2011
Zarządzającym lądowiskiem jest Samodzielny Publiczny Zakład Opieki Zdrowotnej im. doktora Kazimierza Hołogi w Nowym Tomyślu. W roku 2012 zostało wpisane do ewidencji lądowisk Urzędu Lotnictwa Cywilnego pod numerem 118